# Max toréador
Pour plus de détails, voir Fiche technique et Distribution.
Max toréador est un court métrage muet français réalisé par Max Linder, sorti en 1913.

## Synopsis
Max veut devenir toréador. Alors, il achète une vache et l'introduit dans son appartement [...]

## Fiche technique
- Réalisation : Max Linder
- Scénario : Max Linder
- Production : Pathé Frères
- Format : Noir et blanc — 35 mm — 1,33:1  - film muet
- Métrage : 580 m
- Genre : court métrage comique
- Première présentation :
  -  France - 12 septembre 1913

## Distribution
- Max Linder : Max
- Stacia Napierkowska

## Autour du film
Des scènes du film ont été tournées lors du séjour de Max Linder à Barcelone l'année précédente. Habillé en matador, il était descendu dans l'arène, et avait alors affronté un veau de grande taille. Son courage avait d'ailleurs été salué par la foule.